# Dây quăng đá

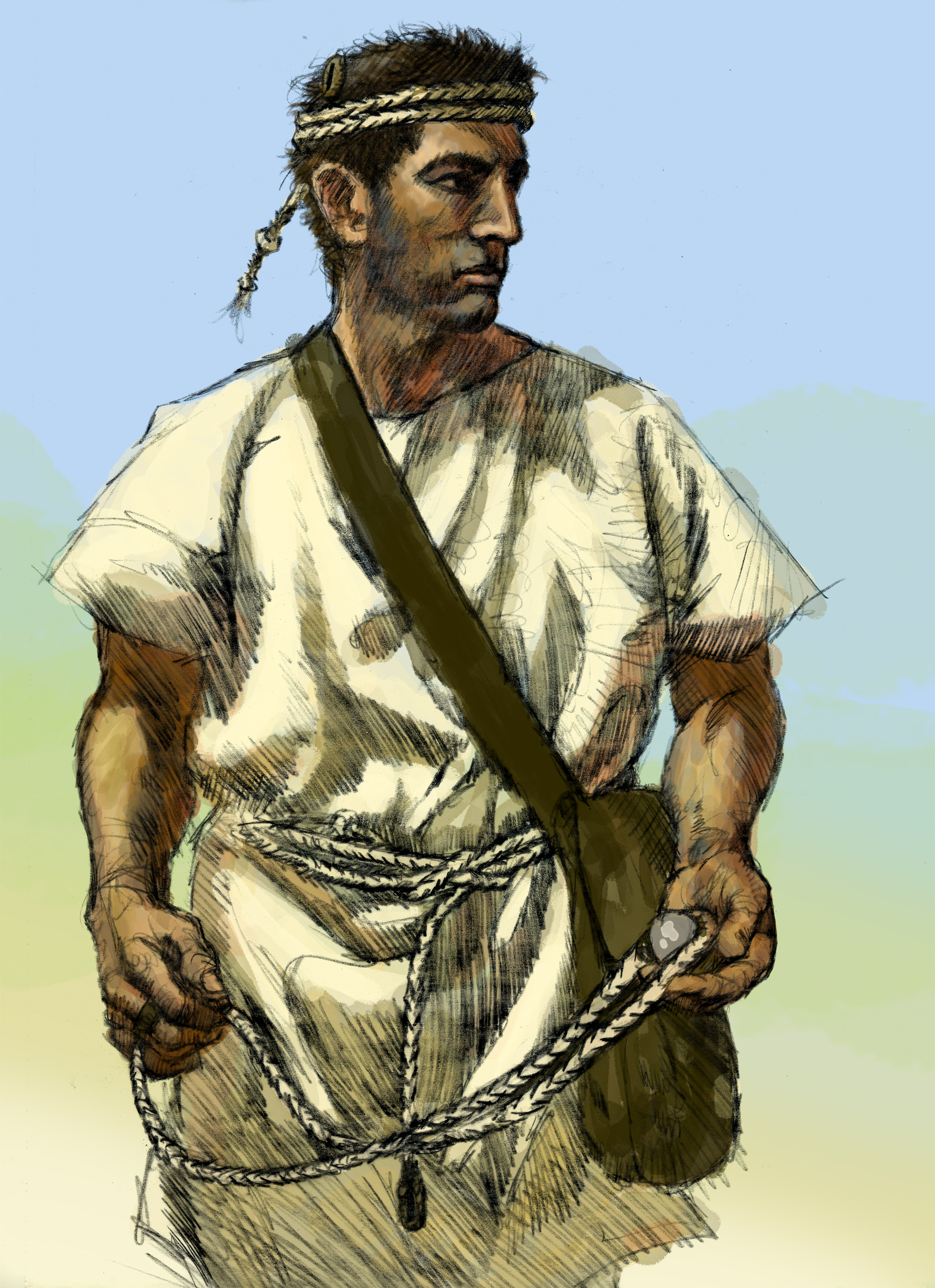
Tranh vẽ người quăng đá ở quần đảo Baleares, nơi nổi tiếng với những tay quăng đá điệu nghệ.

Dây quăng đá (tiếng Anh: sling) là một loại vũ khí thô sơ dùng để quăng "đạn" (có thể là hòn đá hoặc viên đất sét) từ khoảng cách xa về phía đối phương. Dây này có cấu tạo gồm một sợi dây, ở khoảng giữa có một chỗ gài để buộc đá vào. Người ném móc ngón tay cái hoặc ngón tay giữa vào một đầu của sợi dây, đồng thời dùng ngón cái và ngón tay trỏ giữ cái quai ở đầu dây kia. Tiếp theo người ném quay vòng sợi dây, nhắm đúng thời điểm thì buông quai ra, quăng hòn đá về phía trước. Nguyên lý hoạt động là dùng dây để nối dài chiều dài cánh tay, từ đó giúp ném đá xa hơn nhiều so với chỉ dùng tay không.
Dây quăng đá rất rẻ tiền và dễ làm, xuyên suốt lịch sử được dùng trong các cuộc đi săn và trong chiến đấu, thậm chí quân lính trong Nội chiến Tây Ban Nha dùng dây quăng lựu đạn vào vị trí kẻ địch ở phía đường đối diện.

### Khảo cổ học
Một điều dễ hiểu là rất hiếm khi các nhà khảo cổ học tìm thấy dây quăng đá trong các cuộc khai quật, bởi chúng được làm từ vật liệu có tính phân hủy sinh học, hơn nữa do chúng chỉ được người xưa coi là loại vũ khí hạ cấp nên hiếm thấy chôn cùng trong mộ của những người có tiền tài địa vị.
Mẫu vật dây quăng đá lâu đời nhất căn cứ theo phương pháp đồng vị carbon là một mẫu vật có niên đại 2.500 năm trước Công nguyên tại duyên hải nước Peru ở Nam Mỹ. Ở Bắc Mỹ, mẫu vật lâu đời nhất có niên đại 1.200 năm TCN ở hang Lovelock, tiểu bang Nevada, Mỹ. Dây quăng đá xa xưa nhất được tìm thấy ở Cựu Thế giới là tại ngôi mộ của pharaoh Tutankhamun của Ai Cập, băng hà khoảng năm 1325 TCN. Dây này có lẽ người cổ đại muốn kèm theo để nhà vua có thể đi săn ở thế giới bên kia.
Ngày nay vẫn có những nơi sử dụng dây quăng đá làm vũ khí trong các cuộc biểu tình, bạo loạn. "Đạn" ở đây là thiết bị gây cháy, chẳng hạn chai cháy. Lữ đoàn quốc tế dùng dây quăng lựu đạn trong cuộc nội chiến Tây Ban Nha. Tương tự, người Phần Lan dùng dây quăng chai cháy để kháng cự xe tăng Liên Xô trong Chiến tranh Liên Xô - Phần Lan. Lực lượng nổi dậy người Palestine vẫn dùng dây quăng đá để chống lại quân đội và cảnh sát chống bạo loạn. Trong cuộc bạo loạn sắc tộc năm 2008 ở Kenya cũng có sự xuất hiện của dây quăng đá.